# The Rock 'n' Sock Connection
The Rock 'n' Sock Connection fue una pareja face de lucha libre profesional formado por The Rock y Mankind que trabajó en la World Wrestling Federation entre 1999 y 2000 y brevemente en 2004. Como equipo, consiguieron el Campeonato por Parejas de la WWF tres veces.

## Historia
El 30 de agosto de 1999, The Rock 'n' Sock Connection fue formado cuando The Undertaker & Big Show atacaron a The Rock en RAW. Tras esto, Mankind le preguntó a su enemigo que si podía ayudarle en su pelea contra Undertaker & Show. The Rock aceptó y después de la noche, les derrotaron en una lucha por el Campeonato por Parejas de la WWF cuando cubrieron a Big Show tras un doble People's Elbow. Perdieron sus títulos el 7 de septiembre en un Buried Alive match contra los excampeones cuando Triple H interfirió ayudando únicamente a Undertaker, ya que luego golpeó a Show con un martillo.
El 20 de septiembre, The Rock 'n' Sock Connection ganó de nuevo los títulos en una Dark Side Rules match contra The Big Show, Mideon & Viscera (The Undertaker no estuvo en la pelea por estar de comentarista en la mesa de transmisiones, por lo que Mideon y Viscera tomaron su lugar) Tres días después en SmackDown!, The New Age Outlaws se reunieron y retaron a The Rock 'n' Sock Connection por los títulos, pelea que The Outlaws ganaron.
Varios días después, Foley y Rock obtuvieron la mayor audiencia en Raw con un segmento protagonizado por ambos llamado "This is Your Life", el cual se emitió el 27 de septiembre de 1999 y recibió una audiencia de 8.4 sobre 10. Dos semanas después, The Rock le dijo a Mankind que estaba cansado de él, no le gustaba el equipo ni disfrutaba con él. Mankind le pidió pelear una última vez como equipo, pero no le dijo a The Rock contra quién. Finalmente, se enfrentaron a The New Age Outlaws por los títulos el 14 de octubre de 1999. Esa noche, Mankind & Rock ganaron su tercer Campeonato en Parejas de la WWF, por lo que siguieron juntos para defender los títulos. Luego defendieron su título ante Triple H y Shane McMahon a quienes derrotaron. Cuatro días después, en SmackDown!, antes de defender sus títulos ante The Holly Cousins (Hardcore & Crash), Mankind le dio a The Rock una copia autografiada de su libro Have a Nice Day!, pero más tarde lo encontró en la basura. Mankind se enfadó con The Rock por haber tirado a la basura su libro. Durante su combate, Mankind rechazó ayudar a The Rock, por lo que perdieron los títulos. Después de esto, Mankind hizo equipo con Al Snow, con quien fue campeón en pareja, pero solo una vez.
The Rock y Mankind se enfrentaron en varios combates, hasta que Foley descubrió que Al Snow, su amigo más cercano, había sido quién tiró el libro a la basura, ya que el libro contenía varios chistes sobre Snow. En la vida real, Foley y Snow son muy buenos amigos y continuamente se hacen chistes el uno a otro y sus carreras.
Después de esto The Rock, tuvo que enfrentarse en un Handicap Match al Big Boss Man y a Albert, el cual iba perdiendo, sin embargo, cuando todo parecía perdido para The Rock, Mankind apareció para ayudar a The Rock, al final The Rock y Mankind ganaron el combate.
Debido a que Mankind volvió con The Rock, Al Snow encaró a Mankind por qué lo había abandonado, y éste le dijo que fue él quien tiró su libro a la basura, al final Mankind atacó a Al Snow por lo del libro.
Después, Mankind y The Rock se enfrentaron nuevamente a The Holly Cousins en una lucha sin descalificación la cual perderían. Días después se enfrentarían otra vez, pero esta vez Mankind y The Rock serían los ganadores.

## Reuniones
The Rock 'N' Sock se reunió contra la McMahon-Helmsley Faction. De vez en cuando, hacían pareja hasta que Foley se retiró en marzo de 2000, y The Rock se hizo actor.
En 2004, The Rock 'n' Sock Connection se reunió una vez más en WrestleMania XX cuando The Rock ayudó a Mick Foley contra Evolution. Lucharon en una Handicap match contra los miembros de Evolution Randy Orton, Ric Flair y Batista.  The Rock 'n' Sock Connection perdió la pelea.

## En lucha
- Movimientos finales
  - People's Elbow (Double high-impact runnnig elbow drop)
  - Mandible Claw (Modified mandible clawhold) de Foley seguida de Rock Bottom (Lifting side slam) de Rock

## Campeonatos y logros
- World Wrestling Federation
  - WWF Tag Team Championship (3 veces)